# Бармин, Александр Григорьевич
Алекса́ндр Григо́рьевич Барми́н (настоящая фамилия — Графф; 1899, Киевская губерния — 1987) — советский разведчик и дипломат, комбриг; «невозвращенец». Был женат на внучке президента США Теодора Рузвельта. Дочь — Марго Рузвельт, американская журналистка.

## Биография
Родился 16 (28) августа 1899 года в деревне Валяве Городищенской волости Черкасского уезда Киевской губернии в состоятельной семье немца-колониста, по профессии учителя; мать была местной крестьянкой-украинкой.
Родители рано разошлись, до девяти лет рос и воспитывался в деревне с матерью и дедом. Затем учился в 4-й Киевской гимназии. В годы Первой мировой войны потерял отца, мать вторично вышла замуж, отчим выгнал 15-летнего Александра из дома. Чтобы оплачивать учёбу в гимназии, давал уроки, брал сдельную переписку из управы, колол дрова, разгружал баржи на Днепре, работал лодочником, в артели лесорубов в притоках Днепра… Тем не менее несколько раз был вынужден бросить учёбу.
До февраля 1917 года никакого участия в революционном движении не принимал; после Февральской революции, будучи учеником последнего класса гимназии, вступил в кружок гимназистов, изучавших социалистическую литературу. В конце апреля 1918 года, когда немцы проводили массовые аресты «неблагонадёжных» киевлян, по доносу сверстников весь кружок был арестован; Бармину удалось бежать.
В 1919 году он учился в Киевском университете, но бросил его и вступил в Красную Армию; в том же году вступил в РКП(б). В 1920 году учился на командных курсах, в 1923 году окончил 3 курса Военной академии (в 1920—1921 годах учился на восточном отделении Военной Академии). В 1921 году был уполномоченным РВС Туркестанского фронта; затем консулом в Карши (Бухара).
В годы внутрипартийной борьбы сочувствовал Левой оппозиции, в первую очередь лично Л. Д. Троцкому, никогда в её рядах не состоял.
В 1923—1925 годах — управляющий генеральным консульством, генеральный консул СССР в Гиляне (Персия). Занимал крупные дипломатические посты, в том числе генерального консула в Реште (Иран). С 1935 года был 1-м секретарём полпредства в Афганистане. Затем во Франции был резидентом Главного разведывательного управления, в 1937 году — поверенным в делах СССР в Греции.

### Перебежчик
В начале 1937 года Бармин провёл несколько месяцев в Москве, где узнал о том, как фабрикуются открытые процессы против оппозиционеров. Вернувшись в Грецию, он поделился с некоторыми сослуживцами своими сомнениями в подлинности предъявленных этим людям обвинений. Вскоре он почувствовал, что содержание этих бесед уже известно в Москве. Вслед за этим ему стало известно о намерении начальства отозвать его из Афин обратно в Москву. Сообщив телеграммой в Наркомат иностранных дел, что решил взять отпуск, Бармин 18 июля 1937 года дезертировал и вместе со своей любовницей из числа сотрудников полпредства выехал во Францию.

Противоречивые чувства охватывали меня… Казалось, что, несмотря на эти преступления предавших революцию ренегатов, за ними всё же стоит ещё не разрушенное, хотя и сильно изуродованное и обезображенное здание социализма… Наряду с апатией была готовность разрушить это напряжённое положение и моральное одиночество — поехать на родину, выслушать обвинения… и принять причитающееся за свою «вину» наказание… Это казалось всё же яснее и проще, чем мучительный разрыв, катастрофа и крушение смысла всей твоей сознательной жизни. Но события развивались и нарастали с чудовищной быстротой, беспощадно вытесняя эти размышления. Реакционная диктатура, совершая контрреволюционный переворот в политике страны, уничтожила весь тот слой, который не мог служить новым целям. Обманываться больше было нельзя… Отпали сами собой мысли о покорной сдаче себя на бойню, ибо терялся всякий внутренний смысл этого шага, который стал бы лишь моральным оправданием ренегатов и палачей… Убийцы Райсса просчитались. Смерть его не остановит и не запугает. Она лишь подтолкнула.— писал впоследствии Бармин

### В эмиграции
Став невозвращенцем, Бармин обратился к правительству Франции с просьбой о политическом убежище и получил его. Объявил себя сторонником Льва Троцкого, выступал в печати со статьями, разоблачающими политику И. В. Сталина, призывал западные страны спасти советских дипломатов, желающих последовать его примеру.
С 1940 года жил в США. Во время Второй мировой войны с 1942 года служил в армии США рядовым. Затем работал в Управлении Стратегических служб (УСС), военной разведке США (до 1944 года).
С 1953 года руководил Русской службой американской правительственной радиостанции «Голос Америки».
В 1964 году — ответственный по делам СССР при Информационном агентстве США. В 1969 году — специальный советник агентства. В этой должности он проработал до ухода на пенсию в 1972 году.
Умер 25 декабря 1987 года в Роквилле, штат Мэриленд.
Был четырежды женат, от трёх жён (первой, третьей и четвёртой) имел шестерых детей — трёх сыновей и трёх дочерей.
В 1948 году женился на Паулине Лонгворт (1925—1957), внучке президента США Теодора Рузвельта; брак распался в 1950 году.
В 1952 году женился снова и в последний раз — на Галине Доманицкой (ум. 1997), от которой имел троих детей.

## Работы
- Бармин А. Соколы Троцкого. — М.: Современник, 1997. — (Биографии и мемуары) — ISBN 5-270-01174-3
- A Russian View of the Moscow Trials. Carnegie Endowment for International Peace, Division of Intercourse and Education (1938)
- Memoirs of a Soviet Diplomat: Twenty Years in the Service of the U.S.S.R, London: L. Dickson Ltd. (1938), reprinted Hyperion Press (1973), ISBN 0-88-355040-7
- One Who Survived: The Life Story of a Russian Under the Soviets. New York: G.P. Putnam’s Sons (1945), reprinted Read Books (2007), ISBN 1-406-74207-4, 9781406742077